# Mandragora
Mandragora L.  è un genere di piante appartenenti alla famiglia delle Solanaceae, comunemente note come mandragola. È l'unico genere della 
tribù Mandragoreae Hunz. & Barboza.
La radice di queste piante è caratterizzata da una peculiare biforcazione che ne dà una forma antropomorfa (maschile e femminile); insieme alle proprietà anestetiche della pianta, ciò ha probabilmente contribuito a far attribuire alla mandragola poteri sovrannaturali in molte tradizioni popolari. La mandragola autunnale (Mandragora autumnalis) presenta un grado maggiore di tossicità rispetto alle altre mandragole.

## Storia e leggenda
La mandragola costituì uno degli ingredienti principali per la maggior parte delle pozioni mitologiche e leggendarie. Il nome, probabilmente di derivazione persiana (mehregiah), le è stato assegnato dal medico greco Ippocrate. Nell'antichità le venivano accreditate virtù afrodisiache; era utilizzata anche per curare la sterilità.
Nel Medioevo alla mandragola venivano attribuite qualità magiche e non è un caso se era inclusa nella preparazione di varie pozioni. È raffigurata in alcuni testi di alchimia con le sembianze di un uomo o un bambino, per l'aspetto antropomorfo che assume la sua radice in primavera. Da ciò ne è derivata la leggenda del pianto della mandragola, ritenuto in grado di uccidere un uomo.

Perciò, come ricorda Machiavelli nell'omonima sua commedia, il metodo più sicuro per coglierla era legarla al guinzaglio di un cane e quindi lasciarlo libero di modo che, tirando la corda, questi avrebbe sradicato la mandragora udendone il lamento straziante e morendo all'istante, consentendo così al proprietario di coglierla. 

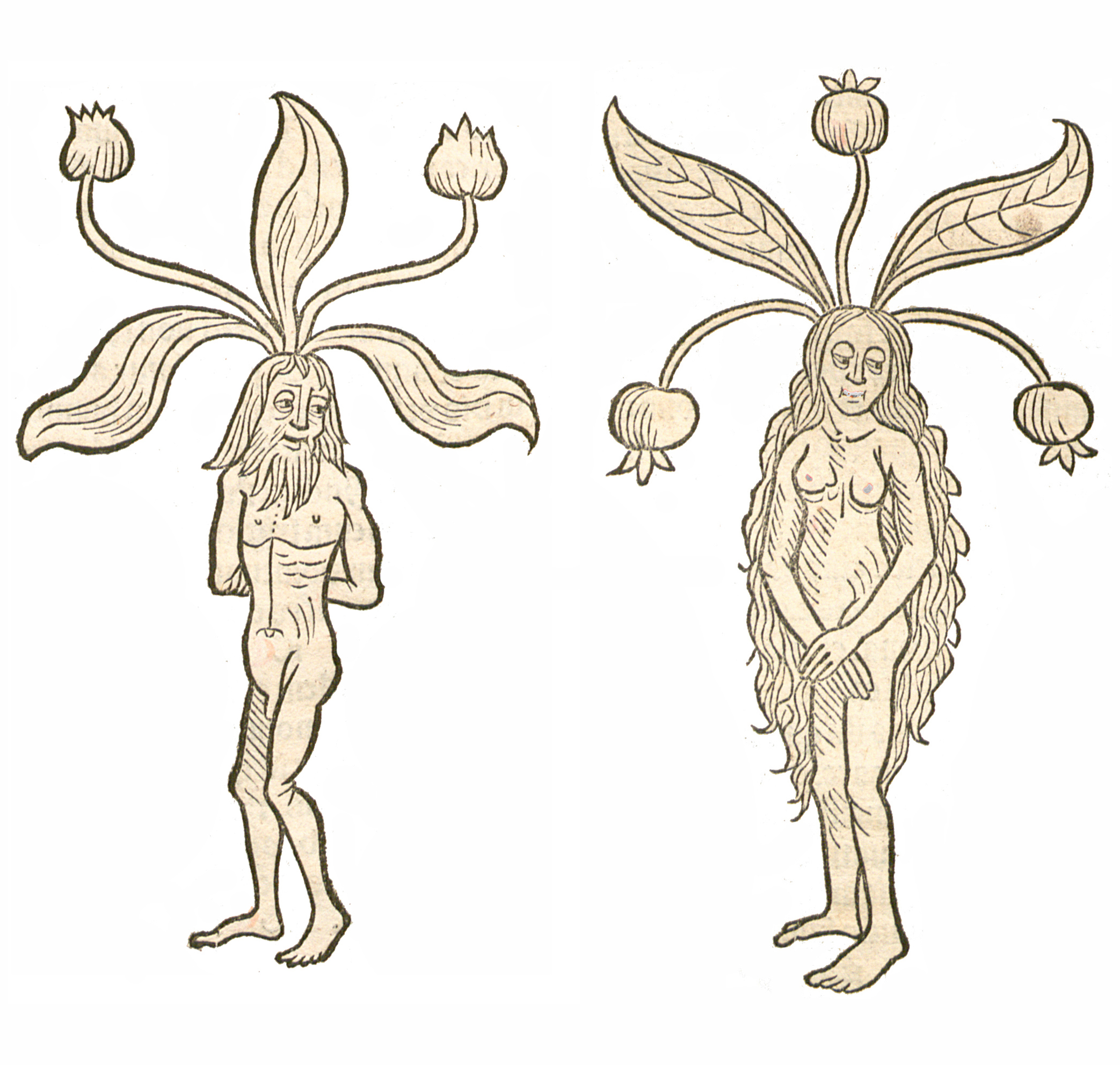
Mandragola maschile e femminile, dall'Hortus Sanitatis (1491)

La mandragola veniva considerata una creatura a metà tra il regno vegetale e animale, come il meno noto agnello vegetale della Tartaria. Nel 1615, in alcuni trattati sulla licantropia, tra i quali quello di Njanaud, appariva l'informazione dell'uso di un magico unguento a base di mandragola che permetteva la trasformazione in animali.
La mandragola può essere ricondotta ad alcune usanze della stregoneria, nelle quali era utilizzata come surrogato delle più famose bambole di cera. È considerata una pianta magica anche dalla Wicca moderna, in particolare nei giorni di plenilunio.

## Tassonomia
Il genere comprende le seguenti specie:
- Mandragora autumnalis Bertol.
- Mandragora caulescens C.B.Clarke
- Mandragora officinarum L.
- Mandragora turcomanica Mizgir.

## Nei media
La pianta della mandragola viene pure ricordata nell'omonima rappresentazione teatrale di Niccolò Machiavelli, fra le piante magiche del romanzo fantasy Harry Potter e la camera dei segreti e dell'omonimo film da esso tratto, nel nome di due personaggi dell'anime e manga I Cavalieri dello zodiaco, nonché nel lungometraggio Il labirinto del fauno e nel film di Stefano Bessoni Krokodyle, dove una mandragola viene utilizzata nel processo di fabbricazione di un homunculus. La mandragola è anche il titolo di un film diretto da Alberto Lattuada, tratto dall'omonima commedia di Niccolò Machiavelli.
Viene anche trovata in vari titoli della famosa serie videoludica Castlevania, tra cui: Castlevania: Legacy of Darkness, Castlevania: Circle of the Moon, Castlevania: Aria of Sorrow, Castlevania: Dawn of Sorrow, Castlevania: Portrait of Ruin, Castlevania: Order of Ecclesia e Castlevania: Lords of Shadow.
Viene inoltre descritta in Haunting Ground per le sue proprietà rivitalizzanti. Nei videogiochi Pokémon, Oddish è ispirato a questa pianta. Nel romanzo di Luigi Santucci Il mandragolo il protagonista Demo (un essere deforme, ma dotato di straordinari poteri medianici) viene paragonato alla pianta magica.
Nel film prodotto da Iginio Straffi Winx Club - Il segreto del regno perduto uno dei personaggi, ostili alle fate, si chiama Mandragola. La Bibbia stessa riporta la pianta come mezzo di una credenza popolare antica, che mirava a compensare la sterilità femminile, pur non considerandola una soluzione e in nessun modo in linea con le Scritture bibliche. Nella famosa serie anime Saint Seiya - The Lost Canvas Tenma di Pegaso combatte contro uno Spectre che sfrutta l'urlo della mandragola attraverso la sua armatura. Inoltre è presente nella serie videoludica Don't Starve prodotta da Klei Entertainment.
È citata anche in Antonio e Cleopatra e nel film Shakespeare in Love.